# Petit canon perpétuel
Petit canon perpétuel est une œuvre pour piano d'Albert Roussel composée en 1912.

## Présentation
La composition de Petit canon perpétuel peut être datée grâce à une lettre d'Albert Roussel du 3 avril 1912 adressée à la dédicataire, Mme la Comtesse de Chaumont-Quitry, qui évoque l’œuvre.  
La partition est écrite pour piano et publiée en 1924 par les éditions Durand.  
Damien Top souligne que « sous la rigueur du titre », qui évoque le canon, procédé contrapuntique, se « cache un jeu d'enfant », une « plaisanterie musicale n'étant limitée que par l'étendue du clavier », le compositeur indiquant effectivement sur la partition qu'il faut « reprendre au signe [de renvoi] en transportant les trois parties à l'octave supérieure, et continuer ainsi autant que le permettra l'étendue du clavier ».

## Analyse
Petit canon perpétuel est en la mineur, à 
, de tempo modéré.    
La partition est écrite « à trois voix, dont celle du milieu est libre, tandis que les deux autres tissent un canon à la quinzième ».
Pour Guy Sacre c'est « l'un des morceaux les plus touchants du compositeur ». Le critique s'émerveille de la tendresse de l’œuvre, et analyse sa structure : c'est un « canon à la double octave, à deux temps d'intervalle, entre les voix extrêmes, de part et d'autre d'une libre partie d'accompagnement. La progressive ascension vers l'aigu oblige l'interprète, à la reprise, à transposer les trois parties à l'octave supérieure » afin de se conformer aux indications du compositeur. Ainsi, « le chant, déjà si pur, devient dans cet aigu et ce suraigu vraiment séraphique, immatériel », rappelant les couleurs de quelques enfantines de Ravel.
Dans le catalogue des œuvres du compositeur établi par la musicologue Nicole Labelle, la pièce porte le numéro L 17.
La durée moyenne d'exécution de Petit canon perpétuel est de trois minutes environ.

## Discographie
- « Albert Roussel, l'intégrale pour piano », Lucette Descaves (piano), 2 disques 33t, Versailles MEDX12011 et MEDX12012, 1959[8],[9].
- « Albert Roussel, intégrale de l'œuvre pour piano », 2 disques 33t, Jean Boguet (piano), Belvédère BEL 1111 et BEL 1112, 1969[10],[9].
- Roussel : Promenade sentimentale, Complete Piano Music, Emanuele Torquati (piano), Brilliant Classics 94329, 2012[11].
- Roussel : Piano Music Vol. 1, Jean-Pierre Armengaud (piano), Naxos 8.573093, 2013[12].

### Ouvrages généraux
- Harry Halbreich, « Albert Roussel », dans François-René Tranchefort (dir.), Guide de la musique de piano et de clavecin, Paris, Fayard, coll. « Les Indispensables de la musique », 1987, 867 p. (ISBN 978-2-213-01639-9, OCLC 17967083), p. 621-624.
- Guy Sacre, La musique pour piano : dictionnaire des compositeurs et des œuvres, vol. II (J-Z), Paris, Robert Laffont, coll. « Bouquins », 1998, 2998 p. (ISBN 978-2-221-08566-0), p. 2335-2345.

### Monographies
- Nicole Labelle, Catalogue raisonné de l'œuvre d'Albert Roussel, Louvain-la-Neuve, Département d'archéologie et d'histoire de l'art, Collège Érasme, coll. « Publications d'histoire de l'art et d'archéologie de l'Université catholique de Louvain » (no 78), 1992, 159 p.
- Hélène Pierrakos, « Catalogue des œuvres », dans École normale de musique de Paris, Jean Austin (dir.), Albert Roussel, Paris, Actes Sud, 1987, 125 p. (ISBN 2-86943-102-3), p. 46–95.
- Damien Top, Albert Roussel, Paris, Bleu nuit éditeur, coll. « Horizons » (no 53), 2016, 176 p. (ISBN 978-2-35884-062-0).